# Cippo abellano
Il Cippo abellano, noto anche in lingua latina come Cippus abellanus, è una lapide calcarea contenente iscrizioni in lingua osca risalente alla prima metà del II secolo a.C. Fu ritrovato nel territorio dell'antica città sannita di Abella (da cui il nome) e dal 1745 è custodito nel seminario arcivescovile di Nola.

## Contenuto
L'iscrizione è un trattato tra le città di Abella e Nola per la demarcazione dei confini: prima di allora, non essendo ben definiti, i Nolani sconfinavano probabilmente nel territorio di Avella e gli Avellani in quello nolano. Il trattato, stipulato tra due meddix (magistrati sanniti), definisce le pertinenze e i confini del santuario, forse gestito in comune da Abella e Nola, e indica il confine tra i territori delle due città. Risale al II secolo a.C., probabilmente al 120-110 a.C..
Uno dei nodi più difficili da sciogliere nel testo ha da sempre riguardato la localizzazione del confine di cui esso tratta ed è incentrato sull'hapax slaagid-slagím presente nel Cippo e mai più attestato nel corpus osco. Le difficoltà sono state segnalate da tutti gli autorevoli studiosi che si sono occupati della sua traduzione. In una delle monografie dedicate al Cippo negli ultimi anni, A. Franchi De Bellis ha rinunciato alle ipotesi sino a quel momento avanzate e ha reso il termine con l'hapax "slage" («il problema dell'etimologia dell'hapax è ancora aperto»); quasi contestualmente, il Wörterbuch des Oskisch-Umbrischen di J. Untermann ha stabilito che l'etimologia di slaagid-slagím è unbekannt, cioè ignota». In una più recente proposta, tuttavia, richiamandosi essenzialmente alla natura "linguistica" del dato, Alberto Manco si è attenuto ad una procedura ricostruttiva ed in base ad essa ha ipotizzato per l'hapax una piena compatibilità formale con il toponimo "Schiava", il cui referente è peraltro corrispondente al territorio di cui si tratta nel Cippo.

### Il testo
Lato A
maiiúí vestirikiíúí mai(eís) sta(ttieís)

prupukid sverruneí kvaístu-

reí abellanúí,       íním maiiúí

lúvkiíúí mai(eís) pakalatúí

[m]edíkeí deketasiúí núvl[a]

[núí], íním lígatúís abellan[úís]

íním lígatúís núvlanúís,

pús senateís tanginúd

suveís pútúrúspíd ligat[ús]

fufans, ekss kúmbened       [am-?]

sakaraklúm herekleís [ú]p

slaagid púd íst, íním teer[úm]

púd úp eísúd sakaraklúd [íst],

púd anter teremníss eh[......]

íst, paí teremenniú mú[íníkad]

tanginúd prúftú set r[...5-6...]

amnúd, puz ídík sakar[aklúm]

íním ídík terúm múín[íkúm]

múíníkeí tereí fusíd, [íním]

eíseís sakarakleís [íním]

tere[í]s fruktatiuf múíníkú pútúrú[mpid]

[fus]íd. avt núvlan[úm es-]

[tud] herekleís fí[isnaíen dún-]

[úm p]íspíd núvlan[ús ....]

[...] íp p[...]ís [..........]
Lato B
ekkum [svaí píd íússu íp]

trííbarak [avum hereset ant]

líimítú[m h]ernúm, [puf]

herekleís fíisnú mefi[ú]

íst, ehtrad feíhúss pú[s]

herekieís fiísnam amfr-

et pert víam pússtís,

paí íp íst pústin slagím,

senateís suveís tangi-

núd tríbarakavúm lí-

kítud. íním íúk tríba

rakkiuf pam núvlanús

tríbarakattuset íním

úíttiuf núvlanúm estud.

ekkum svaí píd abellanús

tríbarakattuset íúk trí

barakkiuf íním úíttiuf

abellanúm estud. avt

púst feíhúís pús fisnam am-

fret eíseí tercí nep abel-

lanús nep núvlanús pídum

tríbarakattins. avt the

savrúm púd e<í>seí tereí íst

pún patensíns máíníkad t[an]

[g]ínúd patensíns; íním píd e[íseí]

thesavreí púkkapíd ee[stit]

[a]íttíúm alttram alttr[ús]

[f]erríns. avt anter siag[ím]

[a]bellanam íním núvlanam

[s]ullad víú uruvú íst pedú(m) x[+?].

[e]ísaí víaí mefìaí tereme[n]-

[n]iú staíet.

## Interpretazione del Mommsen
Parte Anteriore:
Con Maggio Vestirico - figlio di Maio - che ha il sommo potere in Avella e con Maggio Justio, figlio di Maio - Rettore e Governatore di Nola - come pure con i legati Avellani e con i legati Nolani, che per ordine del proprio Senato - hanno gli uni e gli altri funzionato da Ambasciatori - si è fatta questa Convenzione: che il Tempio di Ercole il quale trovasi sul confine - e quella terra che sta presso quel Tempio, e si trova di fuori tra i termini, dove esattamente confina la pietra terminale per comune legge - quel Tempio e quella saranno comuni in un comune territorio. Nel frutteto pio di quel tempio e di quella terra, saranno i frutti comuni all'uno ed all'altro popolo. Ma i frutti dei Nolani saranno nel confine del Tempio di Ercole: quelli degli Avellani.....
Parte Posteriore:
Se poi qualcuno vorrà dividere il loro territorio, limiterà soltanto quel terreno - che sta dopo di là - dove si stabilì il confine del Tempio di Ercole - oltre quelle contrade limitate dal detto Tempio - alla via ove si trova. Dopo tal confine, per ordine del proprio Senato, sarà lecito dividere il terreno e con tal misura - che tutto ciò che spetterà alla divisione di Nola - per diritto sia dei Nolani. Parimenti, se qualche cosa, apparterrà ad Avella; sia degli Avellani - con tale misura e con tale diritto. Ma in quella terra che è limitata dietro le borgate e non occupata dalla Divisione Nolana ed Avellana - non vi è appartenenza, né di Nola, né di Avella. Se scoprono un tesoro in quella Terra, per ordine pubblico, tutto ciò che si trovi in esso fuori dal diritto altrui, lo consegnino all'altro. Se tra il confine di Avella e di Nola - vi si trova una strada curva - in mezzo a tale strada si pianti un termine.

## Ritrovamento
Il cippo venne ritrovato tra i ruderi del castello di Avella nel 1745; fu poi portato in paese e posto a soglia di un'abitazione.
Il cippo è stato oggetto di studi da parte di molti specialisti, tra i quali Theodor Mommsen, Karl Richard Lepsius e Giacomo Devoto.